# Friedrich Ehrenfeuchter

Friedrich Ehrenfeuchter

Friedrich August Eduard Ehrenfeuchter (* 15. Dezember 1814 in Schröck bei Karlsruhe; † 20. März 1878 in Göttingen) war ein lutherischer Theologe, Universitätsprofessor und Abt des Klosters Bursfelde im Weserbergland.

## Leben und Wirken
Seine Eltern waren der Volksschullehrer Joseph Ehrenfeuchter (1791–1844) und dessen Ehefrau Margarethe Barbara Ungerer (1790–1841).
Er besuchte das Lyzeum in Mannheim und nahm 1831 in Heidelberg das Studium der Philologie, Geschichte sowie Philosophie und Theologie auf.
In den Jahren 1835 bis 1839 war Ehrenfeuchter als Religionslehrer am Mannheimer Lyzeum tätig, bevor er 1841 Vikar in Weinheim und danach Hof- und Stadtvikar in Karlsruhe wurde.
1845 erhielt Friedrich Ehrenfeuchter einen Ruf an die Universität Göttingen, dem er folgte und außerordentlicher Professor der Theologie, Universitätsprediger und Mitdirektor des homiletischen Seminars wurde. Im Jahre 1849 übertrug man ihm in Göttingen die ordentliche Professur für Praktische Theologie.
1855 wurde Ehrenfeuchter als Konsistorialrat, 1859 als Oberkonsistorialrat geistliches Mitglied des Konsistoriums in Hannover. Ab 1866 war er auch außerordentliches geistliches Mitglied des neugebildeten Landeskonsistoriums.
1856 übernahm er in der Nachfolge von Friedrich Lücke das Amt eines Abtes für das Kloster Bursfelde bei Hann. Münden, das er bis zu seinem Tode ausübte.
Ehrenfeuchter wurde bekannt als Vertreter der Vermittlungstheologie. Er wirkte in den Auseinandersetzungen der Theologischen Fakultät in Göttingen und innerhalb der Hannoverschen Landeskirche (Katechismusstreit, Neugestaltung der Kirchenverfassung u. a.) ausgleichend und verbindend. Bedeutung erlangte seine Abhandlung „Von dem verbreitenden Handeln der Kirche“ (enthalten in seiner Praktischen Theologie. Bd. 1, 1859), die als „erste eigentliche Missionstheorie“ betrachtet werden kann.

## Familie
Ehrenfeuchter heiratete 1844 in Karlsruhe Angelika Caroline Fink, der Theologe Ernst Friedrich Fink war sein Schwager. Das Paar hatte drei Söhne und zwei Töchter.

## Werke
- Theorie des christlichen Kultus, 1840
- Entwicklungsgeschichte der Menschheit, besonders in ethischer Beziehung, 1845
- Zeugnisse aus dem akademischen Gottesdienst in Göttingen, 2 Bände, 1849/1852
- Zur Geschichte des Katechismus mit besonderer Berücksichtigung der hannoverschen Landeskirche, 1857
- Die praktische Theologie I, 1859
- Die Katechismusfrage in der hannoverschen Landeskirche, 1862
- Christentum und moderne Weltanschauung, 1876